# 科别诺瓦站
科别诺瓦站是一座布拉格地铁B线的地铁站。此站站名背景不详。